# Doble Bragado de 1998
La 63ª edición de la Doble Bragado se disputó desde el 28 de enero hasta el 2 de febrero de 1998, constó de 6 etapas de las cuales una fue contrarreloj individual con una distancia total acumulada de 686,6 kilómetros.
El ganador fue Juan Curuchet del equipo Supermercados Toledo quien ganó su segunda Doble Bragado consecutiva, fue escoltado por su compañero de equipo Walter Pérez y el tercer puesto fue para Javier Gómez.

## Equipos participantes
Participaron 118 ciclistas, de los cuales finalizaron 87.

## Etapas
| Etapa | Fecha        | Recorrido                | km    | Ganador          | Líder         |
| 1ª    | 28 de enero  | Caseros - Mercedes       | 134,2 | Juan Curuchet    | Juan Curuchet |
| 2ª    | 29 de enero  | Mercedes - 25 de Mayo    | 150   | Adrián Gariboldi | Juan Curuchet |
| 3ª    | 30 de enero  | 25 de Mayo - Bragado     | 135   | Flavio Guidoni   | Juan Curuchet |
| 4ª    | 31 de enero  | Bragado                  | 11,4  | Juan Curuchet    | Juan Curuchet |
| 5ª    | 31 de enero  | Circuito en Bragado      | 86    | Flavio Guidoni   | Juan Curuchet |
| 6ª    | 1 de febrero | Chivilcoy - Teatro Colón | 170   | Flavio Guidoni   | Juan Curuchet |

## Clasificación final
| Posición | Ciclista      | Equipo | Tiempo      |
| -------- | ------------- | ------ | ----------- |
|          | Juan Curuchet | Toledo | 15 h 49'28" |
| 2        | Walter Pérez  | Toledo |             |
| 3        | Javier Gómez  |        |             |